# Basilique San Giulio
La basilique San Giulio est une église qui se trouve sur la petite île Saint-Jules au centre du lac d'Orta, dans le Piémont. Elle est une basilique mineure. Bien  que l'île fasse partie de la commune de Orta San Giulio, la basilique est rattachée au diocèse de San Giacomo, qui comprend une partie de la côte occidentale du lac, dans la commune de San Maurizio d'Opaglio.

## Histoire
Selon la tradition, la  basilique San Giulio est la centième et dernière église fondée par Jules d'Orta et son frère Julien, tous deux nés sur l'île d'Égine en Grèce, qui dédièrent leur vie à évangéliser le Lac d'Orta. La légende dit qu'autour de l'année 390 saint Jules alla sur l'île naviguant sur son manteau et la libéra des dragons (symboles du paganisme) ; après la défaite des monstres il édifia une petite église dédiée aux Douze Apôtres. Au Haut Moyen Âge la position stratégique de l'île en fit un important point de défense : elle fut la résidence d'un duc lombard et après Bérenger II d'Italie y construisit un château. Le bâtiment du château et parfois attribué à Onorato, évêque de Novare. Guerres et nécessités militaires conditionnèrent le développement de l'église qui fut endommagée et dont certaines parties furent utilisées comme structures militaires : l'ancienne tour octogonale du château, détruite en 1841 pour édifier le séminaire, était probablement construite sur le baptistère.
Les fouilles archéologiques faites dans l'église ont mis au jour les traces de l'ancienne basilique (Ve – VIe siècle), une petite chapelle avec une abside orientée au nord. Un siècle plus tard, une nouvelle église, plus grande et correctement orientée est érigée. On suppose que pendant la guerre de 962, le château occupé par la reine Willa, femme de Bérenger, fut assiégé par Otton Ier; cela peut avoir endommagé l'église du haut Moyen Âge. L'église moderne, bâtie au XIIe siècle, est en style roman, à trois nefs. À l’intérieur il y a le précieux ambon du XIIe siècle (sculpté en serpentin en marbre vert  ) supporté par quatre colonnes anciennes. Il est décoré avec les symboles des quatre Évangélistes, scènes de lutte du bien contre le mal et une figure qui représente probablement  Guillaume de Volpiano, né sur l'île en 962.

## Description

### L’extérieur
La façade de l'église est visible du lac ou de la place devant l'église, qui fait partie du monastère des sœurs bénédictines. Malgré les modifications du XVIe siècle, la basilique est en style roman comportant un pronaos et une serlienne. Deux pilastres montent jusqu'au toit et divisent la façade en trois parties, laissant deviner la structure interne; au centre il y a une fenêtre et une bande lombarde longeant le toit. Les deux parties latérales ont des tours (XIIe siècle) aux fenêtres géminées et archivolte en « cotto ».
L'entrée de la basilique est en grande partie masquée par l’ancien palais épiscopal (aujourd'hui monastère des sœurs) ; on peut y arriver de la jetée traversant un portail de style Renaissance et un escalier voûté. La basilique a trois absides (une entièrement cachée par la sacristie) ; celle du centre est construite avec des pierres de taille et décorée avec une bande lombarde.
La tour-lanterne octogonale romane a été modifiée à la fin du XVIIIe siècle.
Le clocher roman est près de l'abside et il est décoré avec des fenêtres géminées. Le style du clocher est semblable à celui de l'abbaye de Fruttuaria.

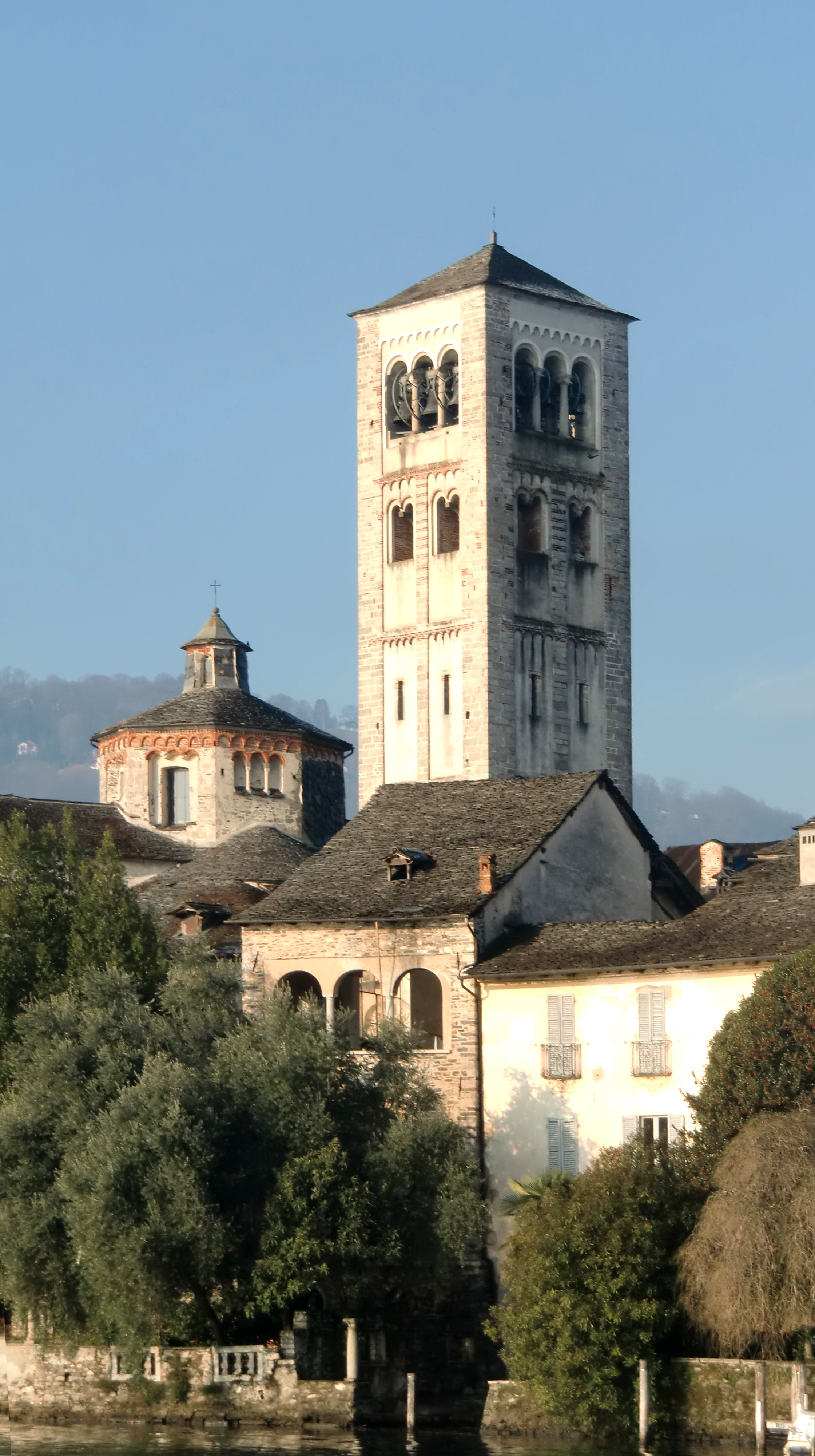
Vue du clocher et du tour-lanterne
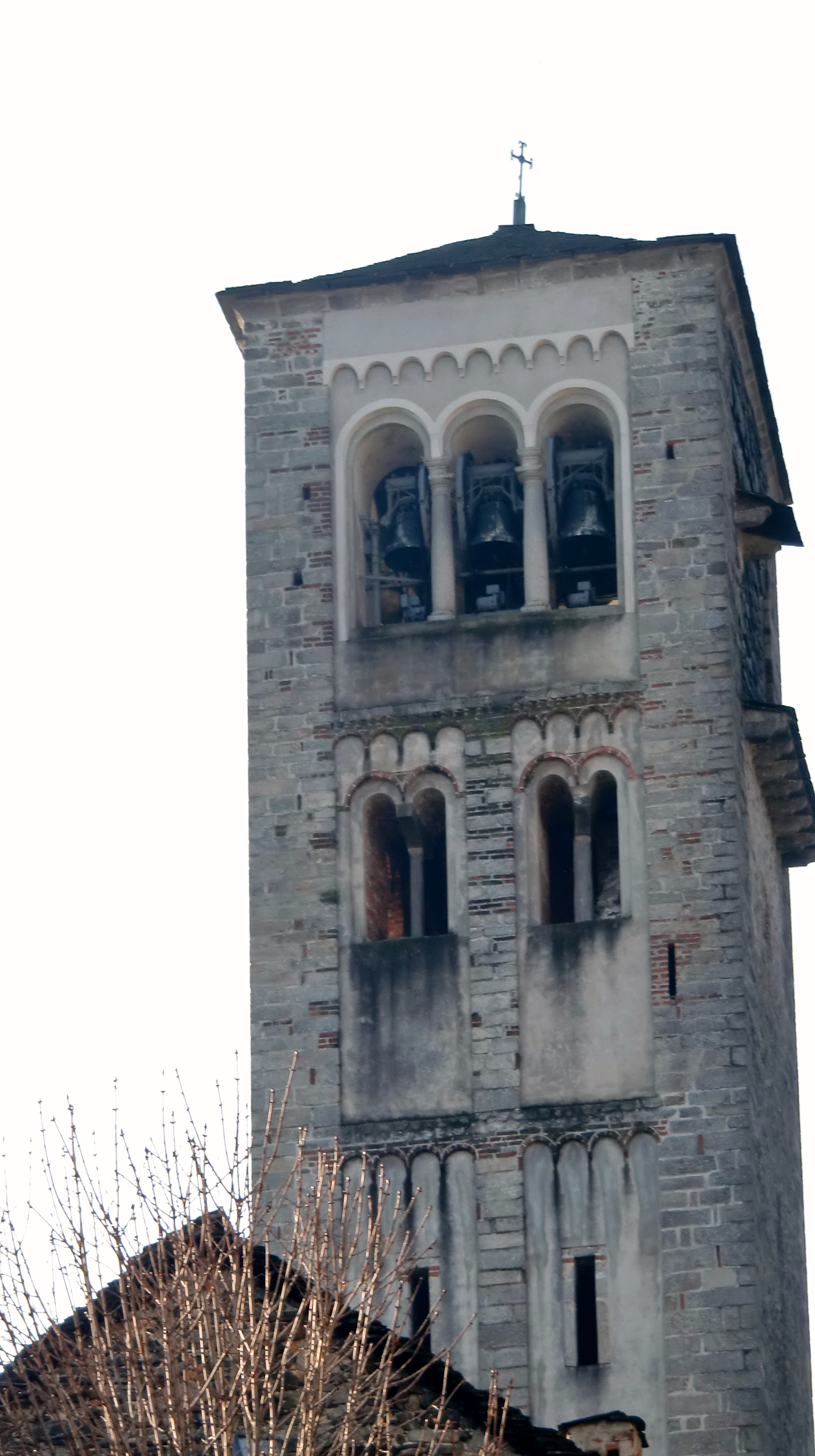
Le clocher roman
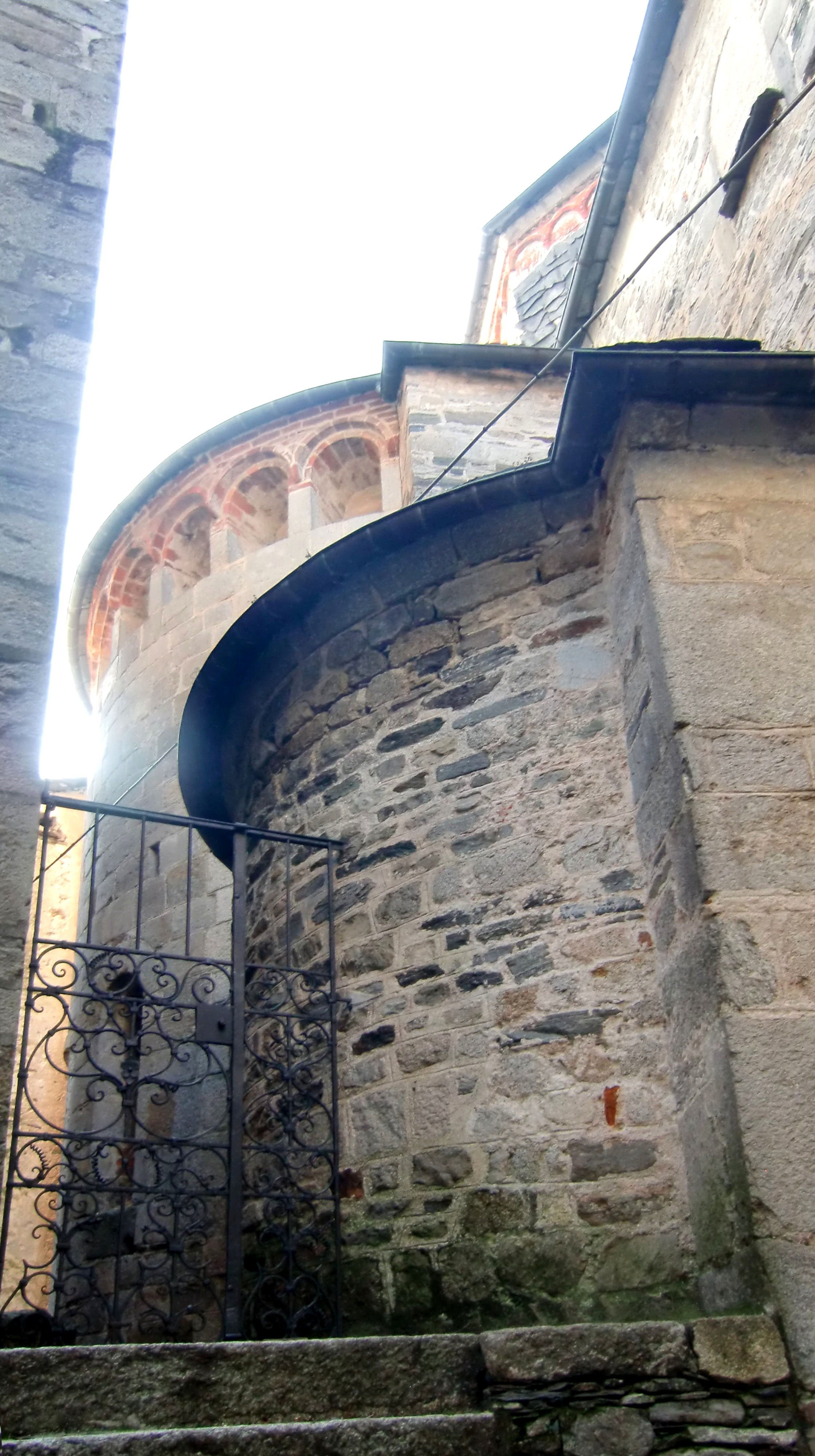
Les absides

### L’intérieur

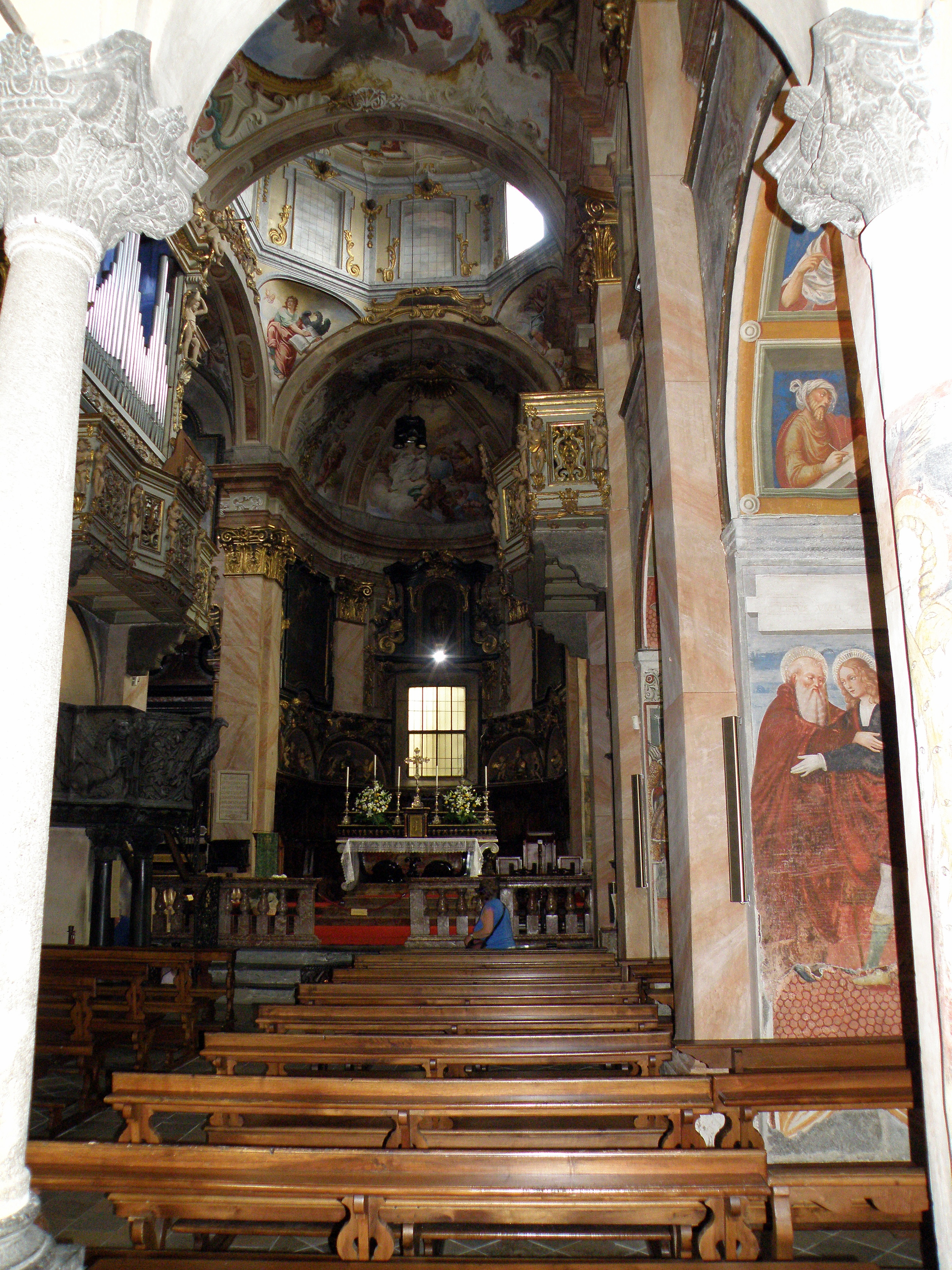
L'intérieur

Les nefs de la basilique ont des voûtes d'arêtes. On peut voir les deux matronei, qu'on peut rejoindre grâce à deux escaliers dans les deux tours accolées à la façade.
Beaucoup d'éléments architecturaux remontent aux travaux de renouvellement des XVIIe – XVIIIe siècle : la construction d'un esonarthex reliant les deux matronei et la construction de la crypte (1697) aux trois nefs conservant les restes de saint Jules. On peut accéder à la crypte grâce à deux escaliers situés à côté du presbytère.
Les décorations de la demi-coupole de l'abside  et de la nef centrale lui donnent un aspect baroque : il y a des fresques de Carlo Borsetti représentant la Trinité, l’Ascension et gloire de saint Jules avec Élie, Demetrius, Philibert de Tournus et Audenzio tous enterrés avec le saint patron. Dans la chapelle à gauche (appelée chapelle de l'Assomption) il y a une peinture de Francesco Cairo (Assomption de Marie) ; dans le transept, deux grands tableaux de Saint Jules qui rencontre saint Audenzio par Giuseppe Zanatta et Saint Jules subjuguant le loup par Giorgio Bonola.
Des œuvres plus anciennes : l'ambon roman et les fresques des nefs latérales et sur les piliers, qui sont du  XIVe – XVIe siècle.
Dans la chapelle au fond de la nef de droite, au-dessus de l'autel il y a le groupe en bois représentant le Calvaire avec les statues de la Vierge, saint Jean et le crucifix.

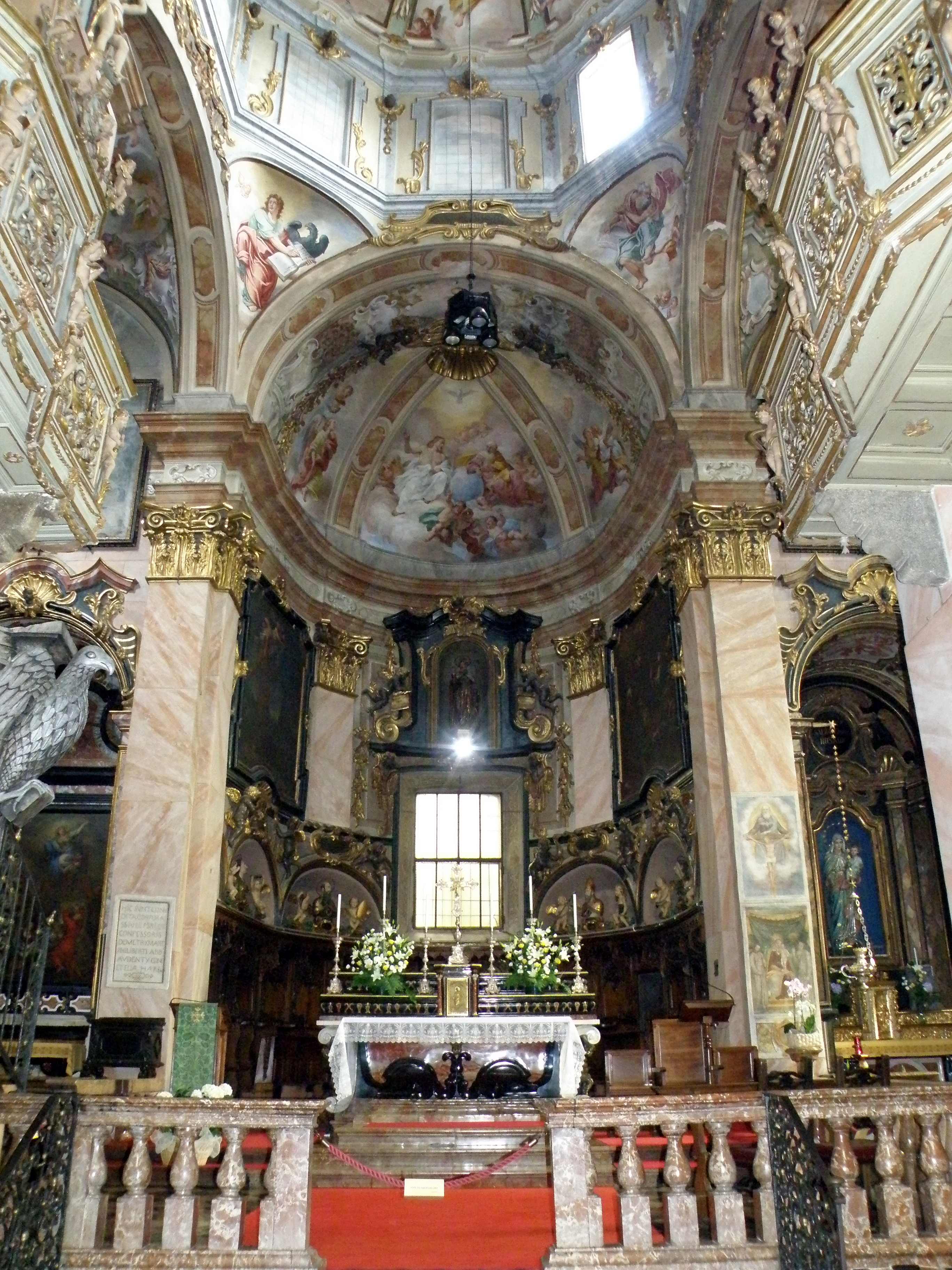
L'abside
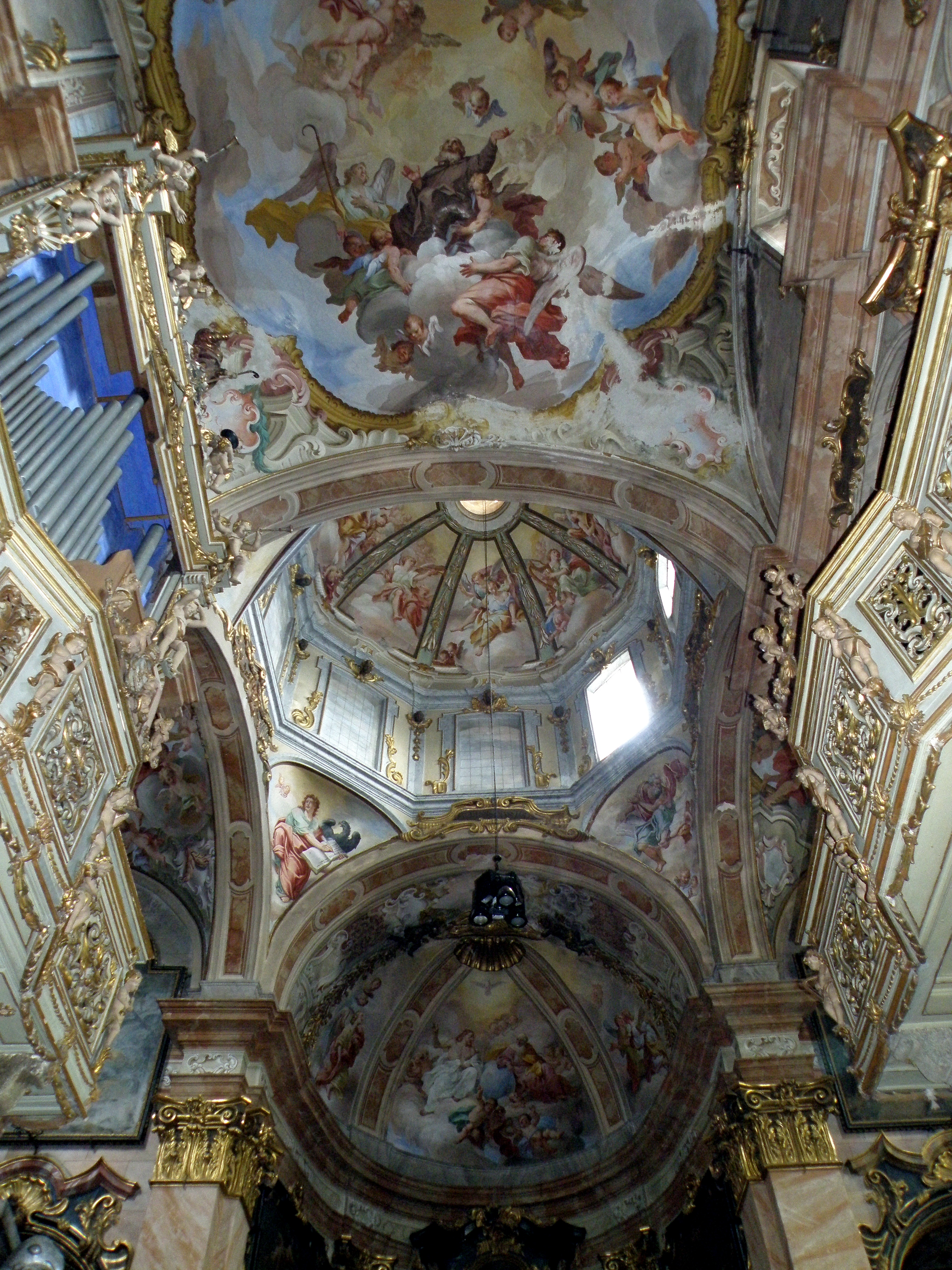
Les fresques de la voûte et de la coupole
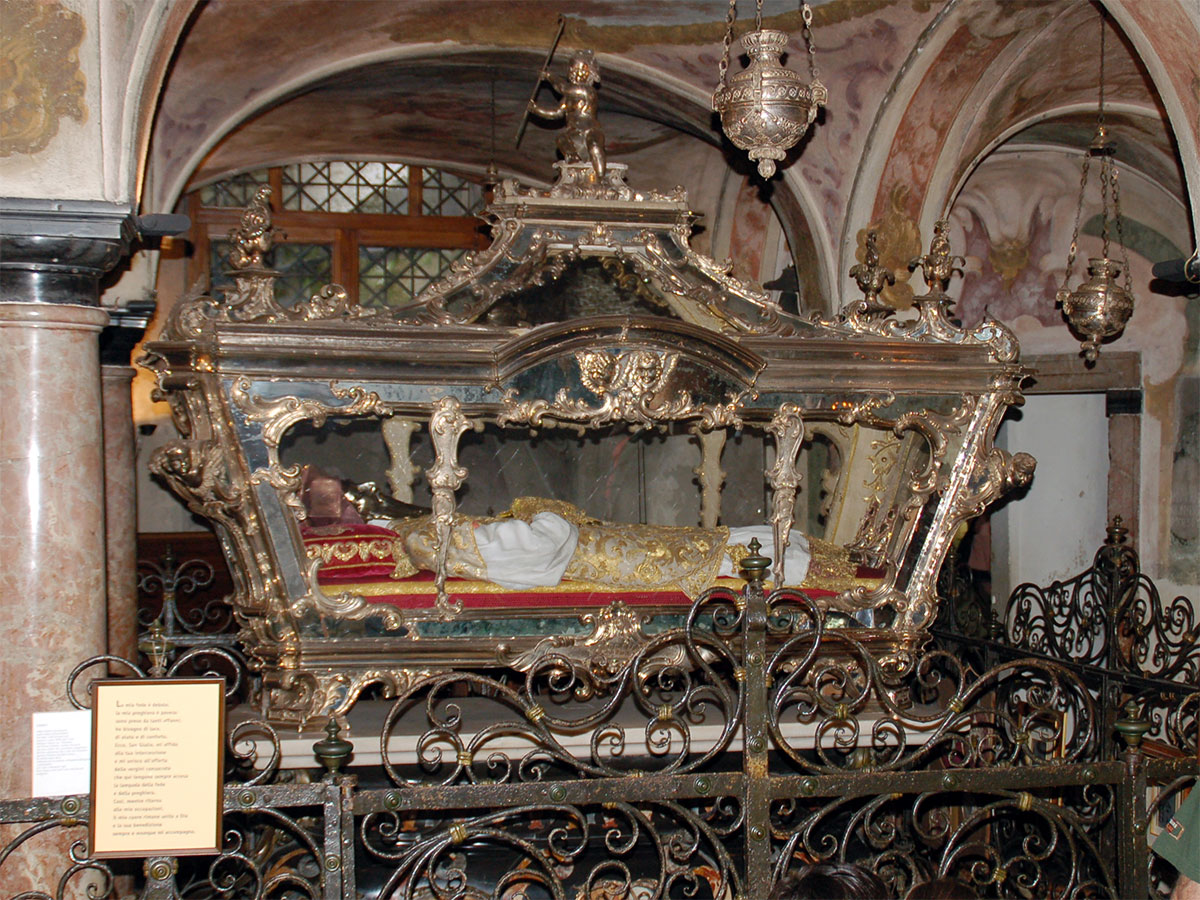
Reliquaire de saint Jules

### L'ambon roman

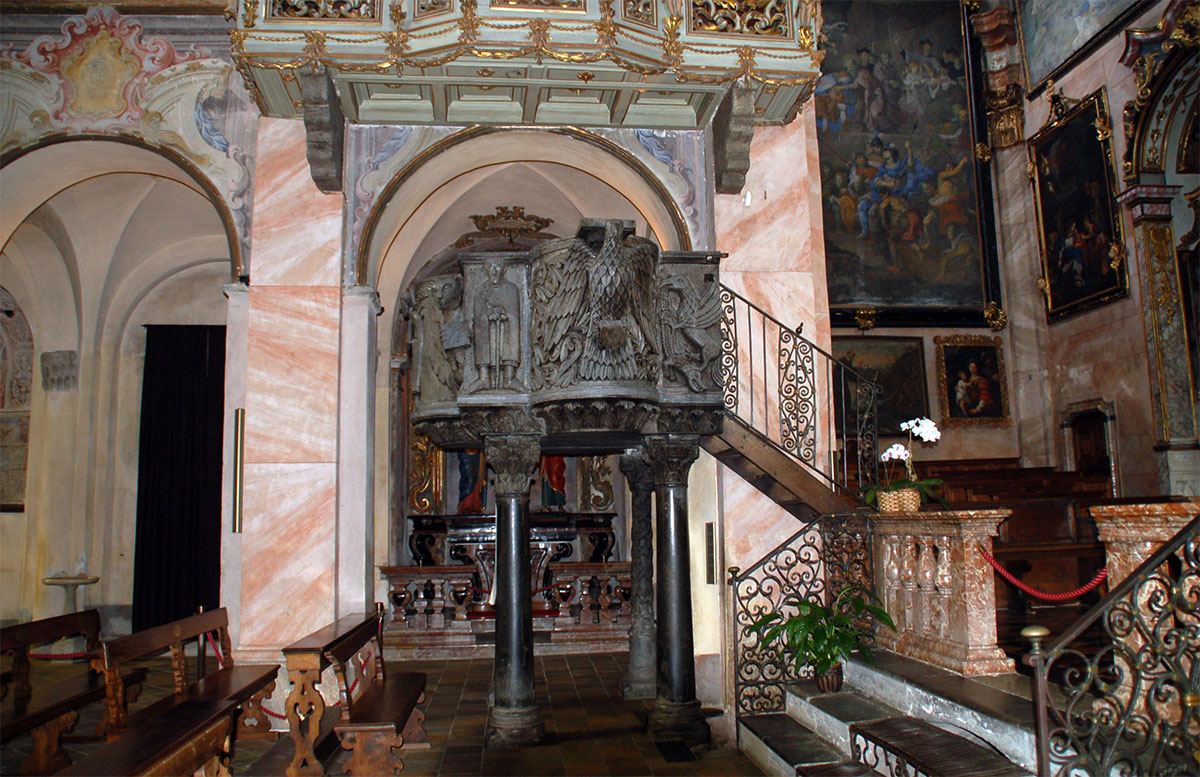
L'ambon roman

Sculpté en marbre serpentin vert provenant de la carrière in Oira, l'ambon est du XIIe siècle. Il est carré, soutenu par quatre colonnes aux chapiteaux décorés avec des feuilles d'acanthe et figures d'animaux. Les colonnes sont toutes différentes : deux ont le fût lisse, deux à spirale. Sur le parapet, vers la gauche, sont représentés : un centaure lançant une flèche à un cerf attaqué par deux foires, le Tétramorphe et un griffon saisissant la queue d'un crocodile. Les deux scènes de combat, avec les typiques figures des bestiaires médiévaux, signifient la « lutte entre le bien et le mal ».
Entre le lion de saint Marc et l'aigle de saint Jean il y a une figure au manteau avec ses mains placés sur un bâton en forme de tau : plusieurs critiques ont discuté à propos de cette figure ; une interprétation dit qu'il peut s'agir de Guillaume de Volpiano, né sur l'île et vénéré comme un saint.

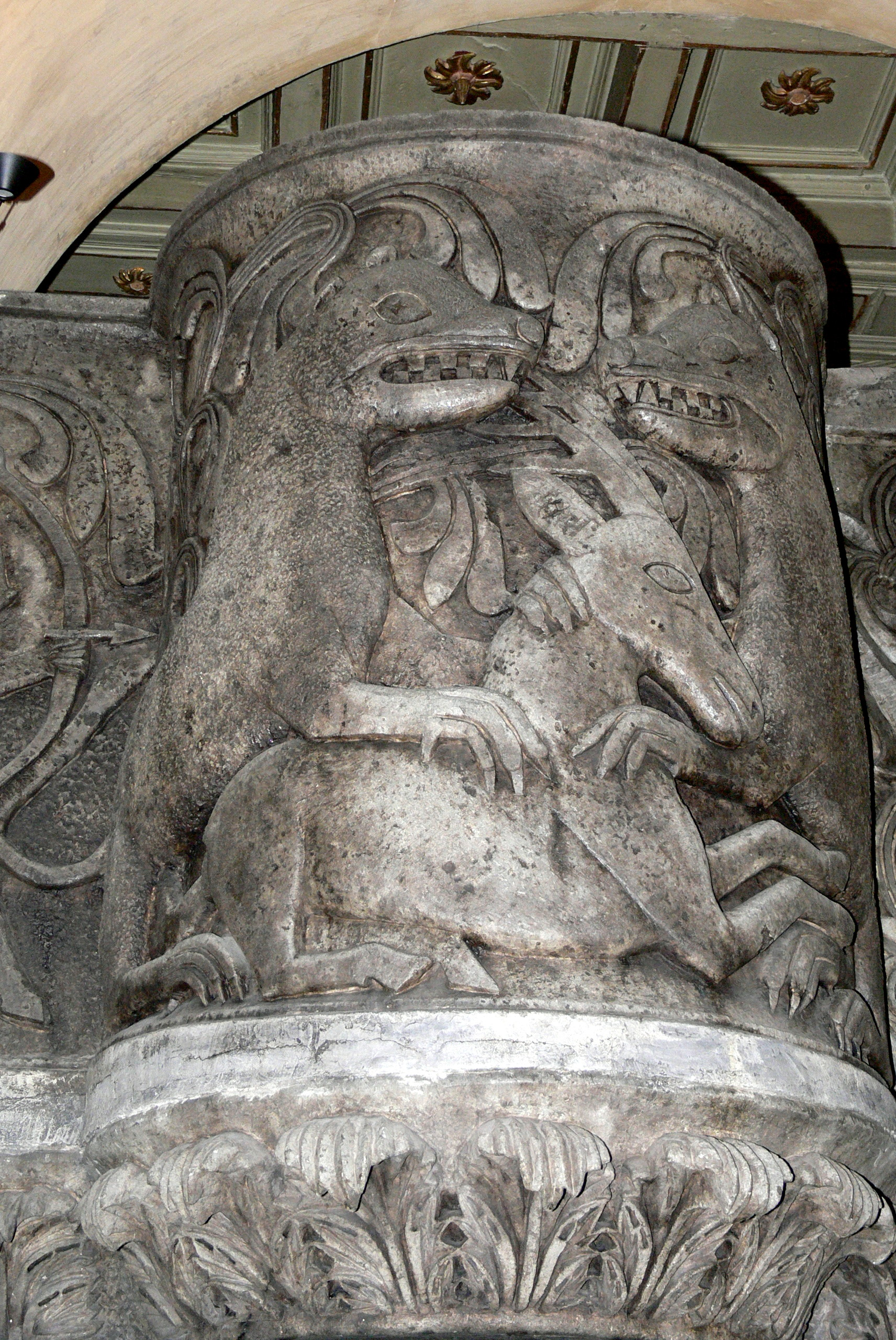
Cerf attaqué par deux foires
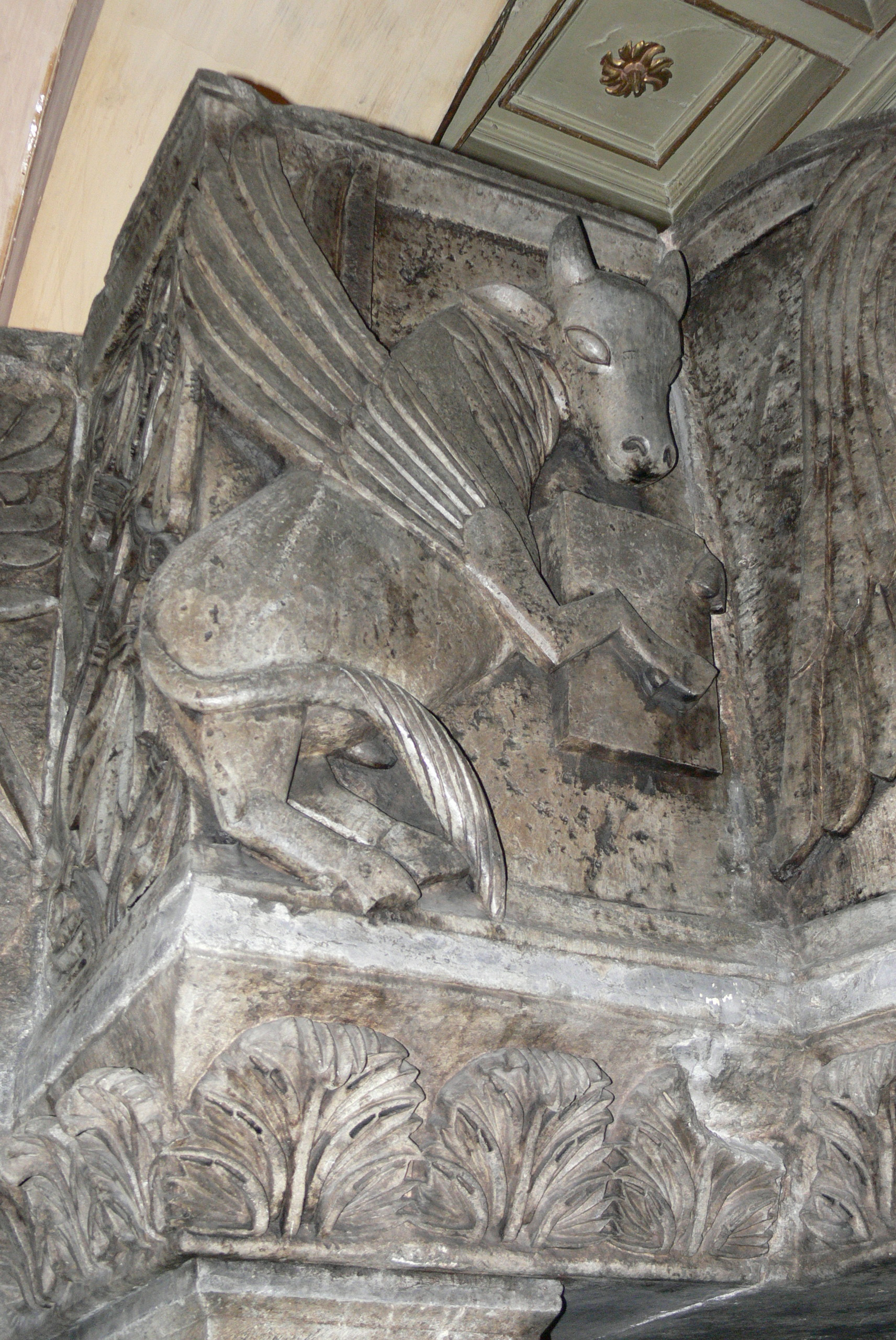
Le bœuf de saint Luc
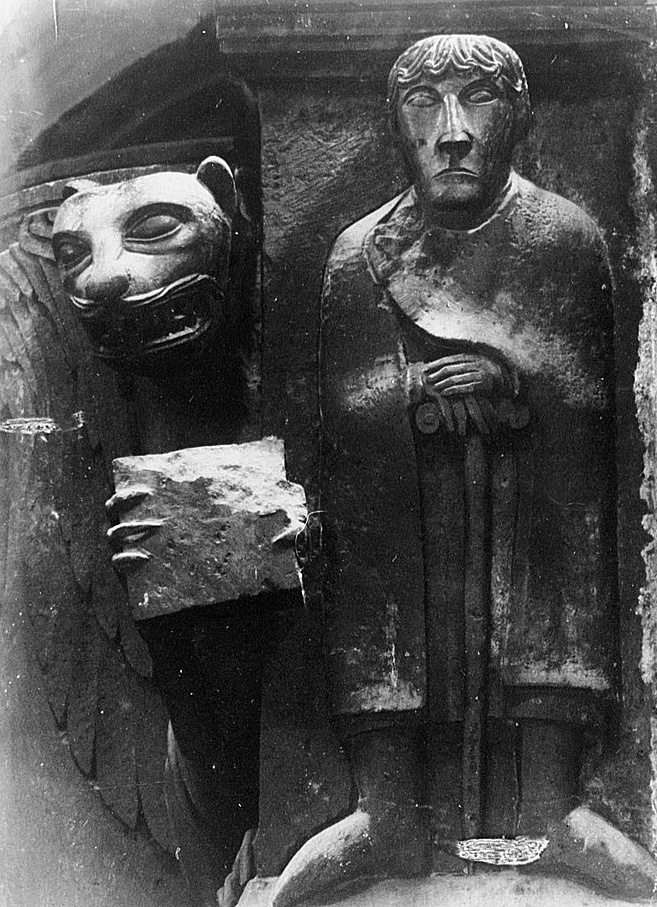
Guillaume de Volpiano
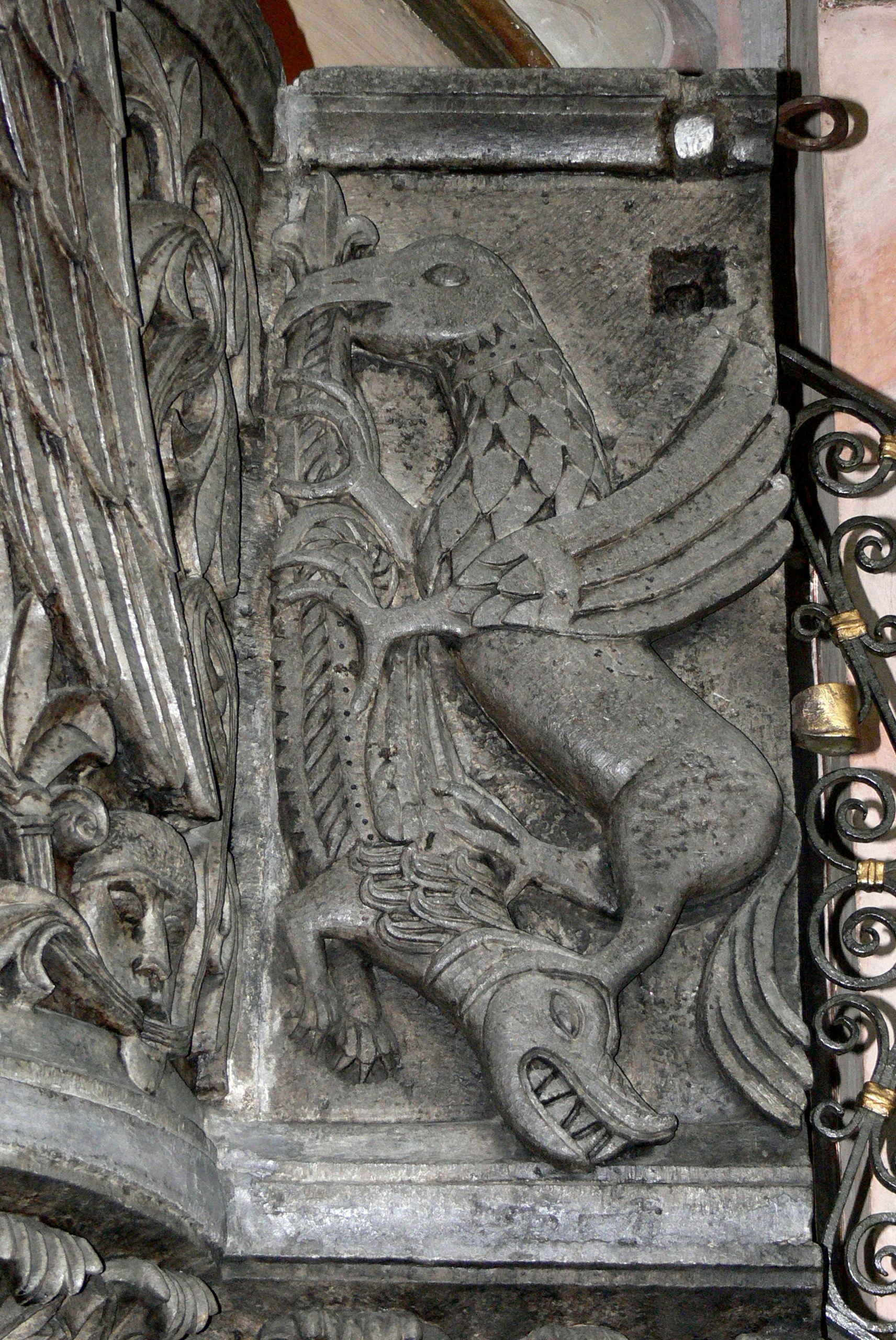
Lutte entre un griffon et un crocodile

### Les fresques des nefs latérales

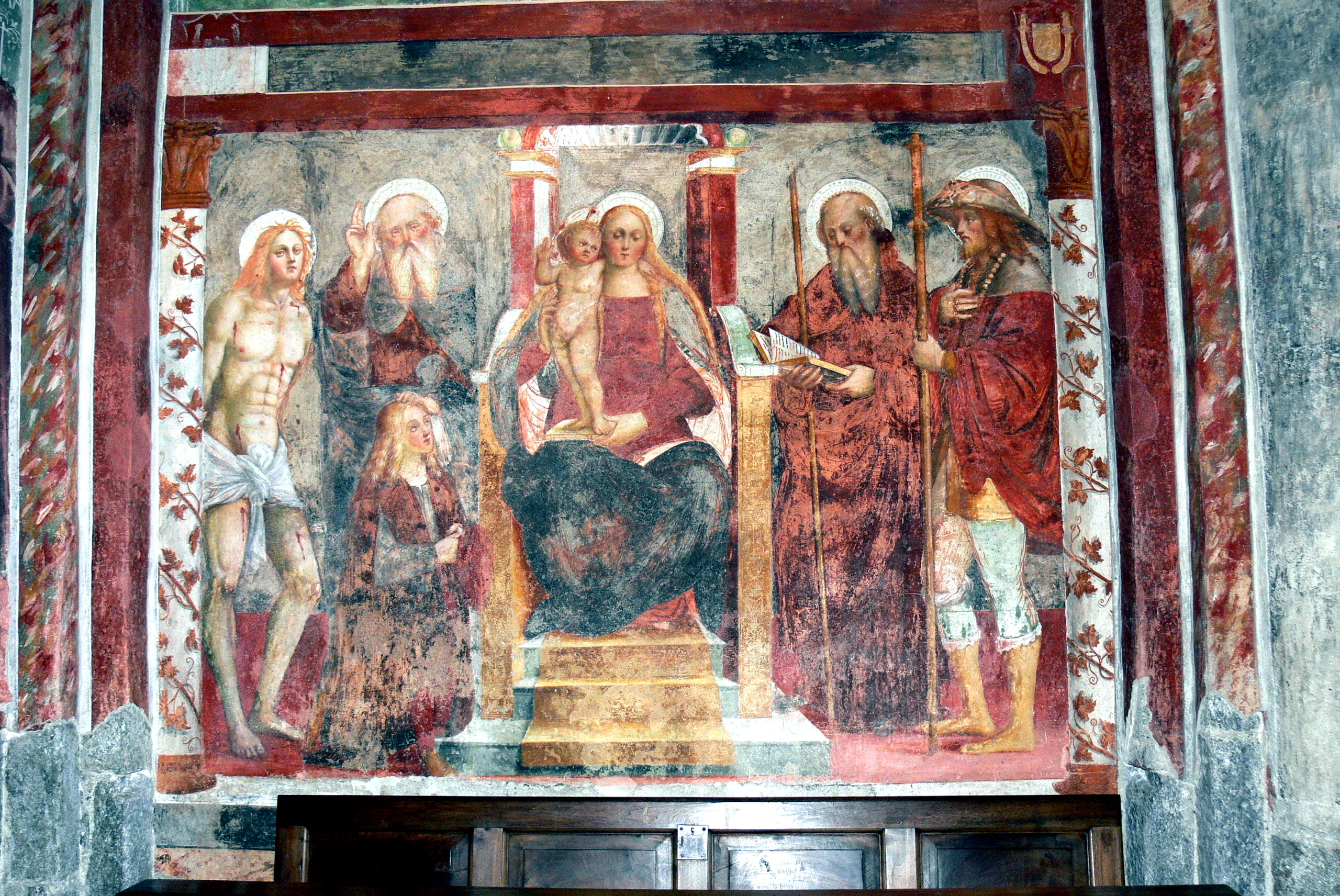
Sperindio Cagnola, Vierge en trône avec l'enfant entre les saints Sébastien, Jacques, Jules et Rocques et une fidèle.

Sur les murs des nefs latérales se trouvent de nombreuses fresques de remerciement (ex-voto) peintes entre la fin du XIVe  et le début du XVIe siècle.
La peinture la plus ancienne est probablement le Martyre de saint Laurent sur le deuxième pilier. Sur les autres piliers figurent Antoine le Grand, saint Martin, Donnino de Fidenza, saint Christophe, saint Jules, Audenzio, sainte Dorothée, saint Fermo, sainte Apolline, saint Nicolas, saint Léonard. Les deux fresques de saint Fermo et sainte Apollonia et de saint Jules embrassant saint Audenzio sont inspirés du style de Gaudenzio Ferrari.
Dans la deuxième et troisième travée de la nef droite, les œuvres de peintres de l'école de Novare datent du  XVe – XVIe siècle.
Dans la deuxième travée : sur la voûte Docteur de l'Église avec les symboles des Évangélistes ; sur le mur Vierge en trône avec l'enfant entre saint Sébastien, saint Jacques, saint Jules, saint Roch et une fidèle.
Dans la troisième travée il y a fresques remontant au XVe siècle. Sur la voûte Docteur de l'Église ; sur le mur la Nativité, Côme et Damien, saint Sébastien, saint Rocque, saint Jacques, Catherine d'Alexandrie et saint Blaise.
Sur le mur de la nef de gauche il y a une grande fresque représentant, dans la partie supérieure, la Trinité et, dans la partie inférieure, Histoires de saint Jules.

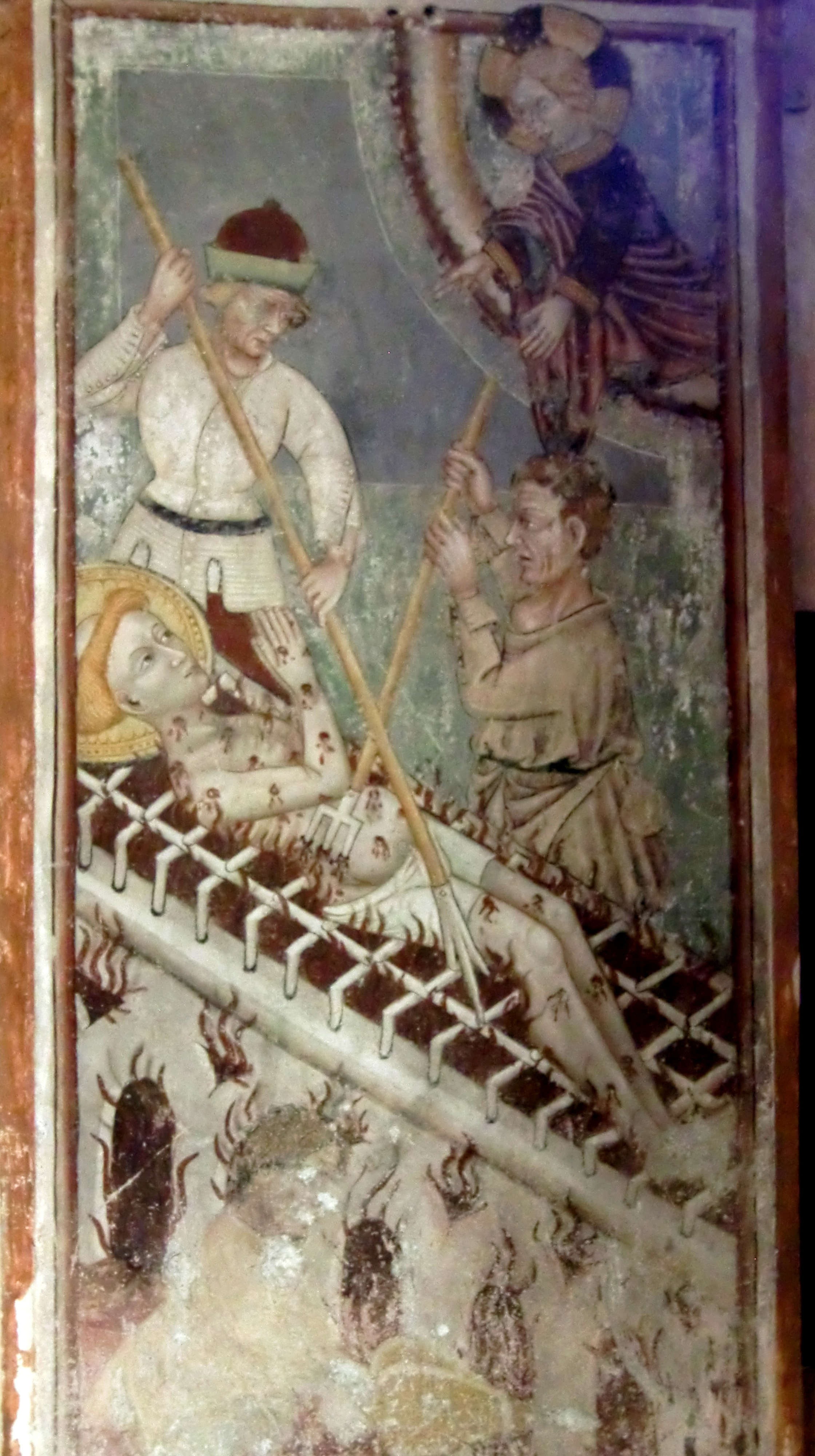
Martyrs de saint Laurent
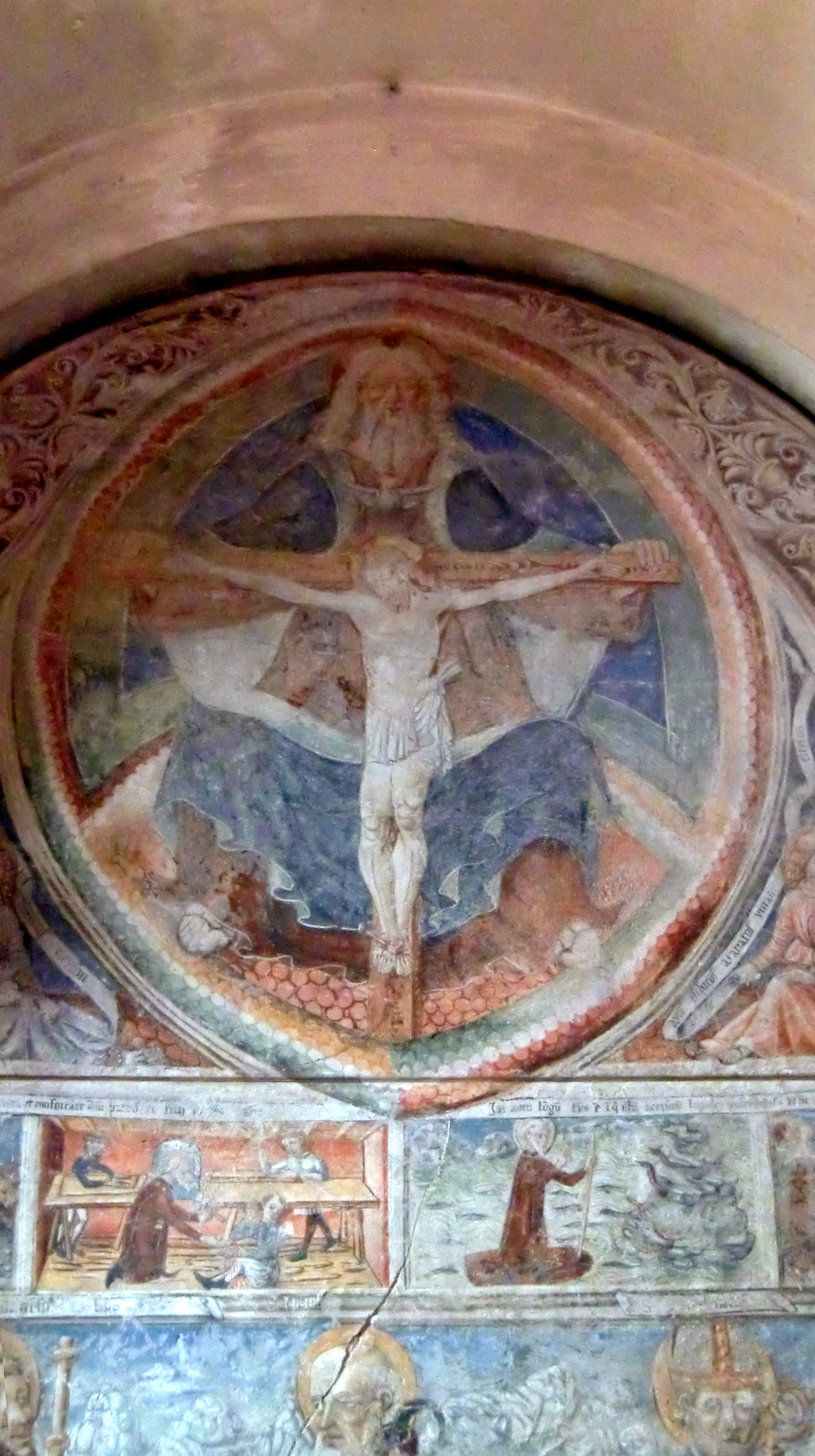
Trinité et Histoires de saint Jules
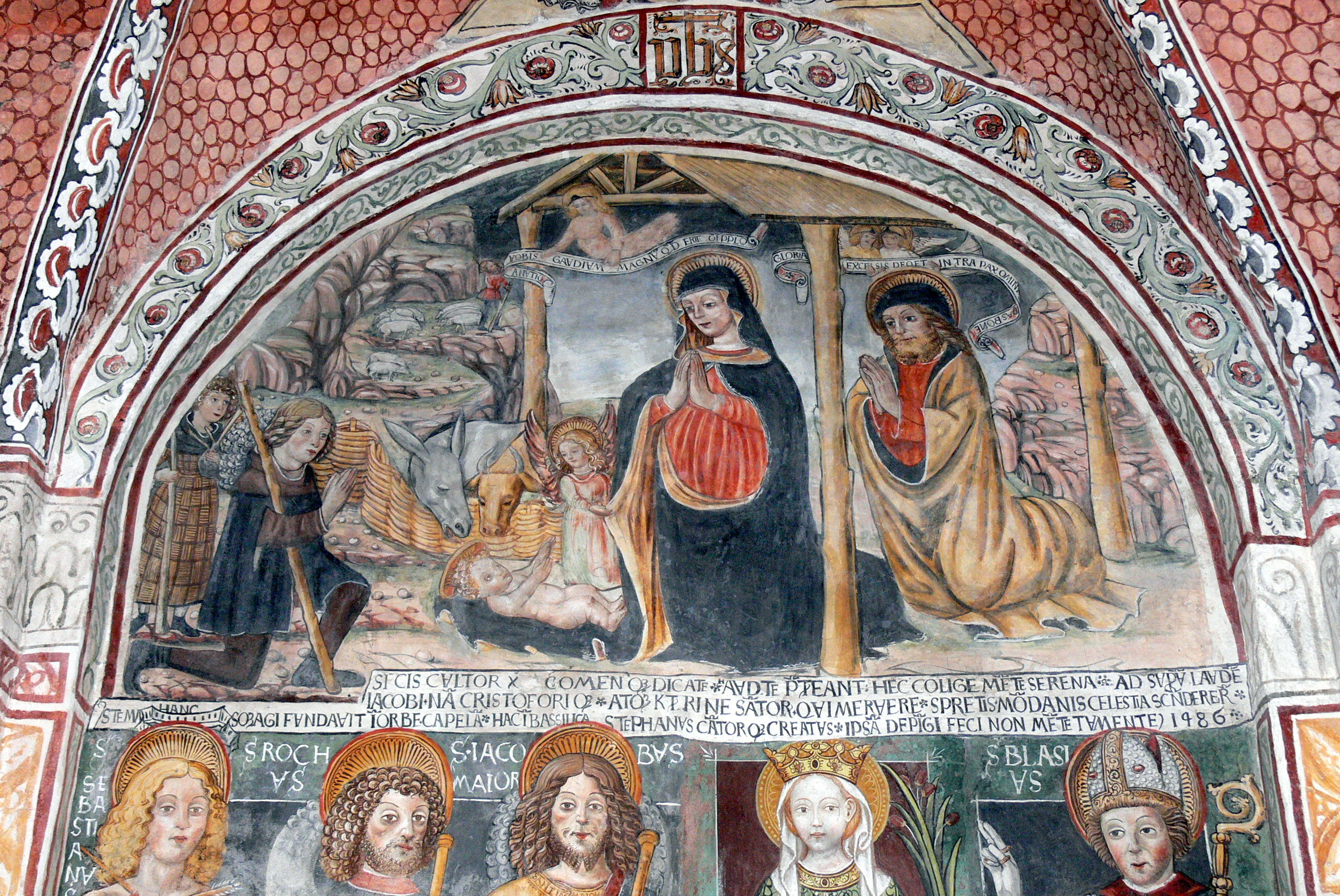
Tommaso Cagnola (?), Nativité
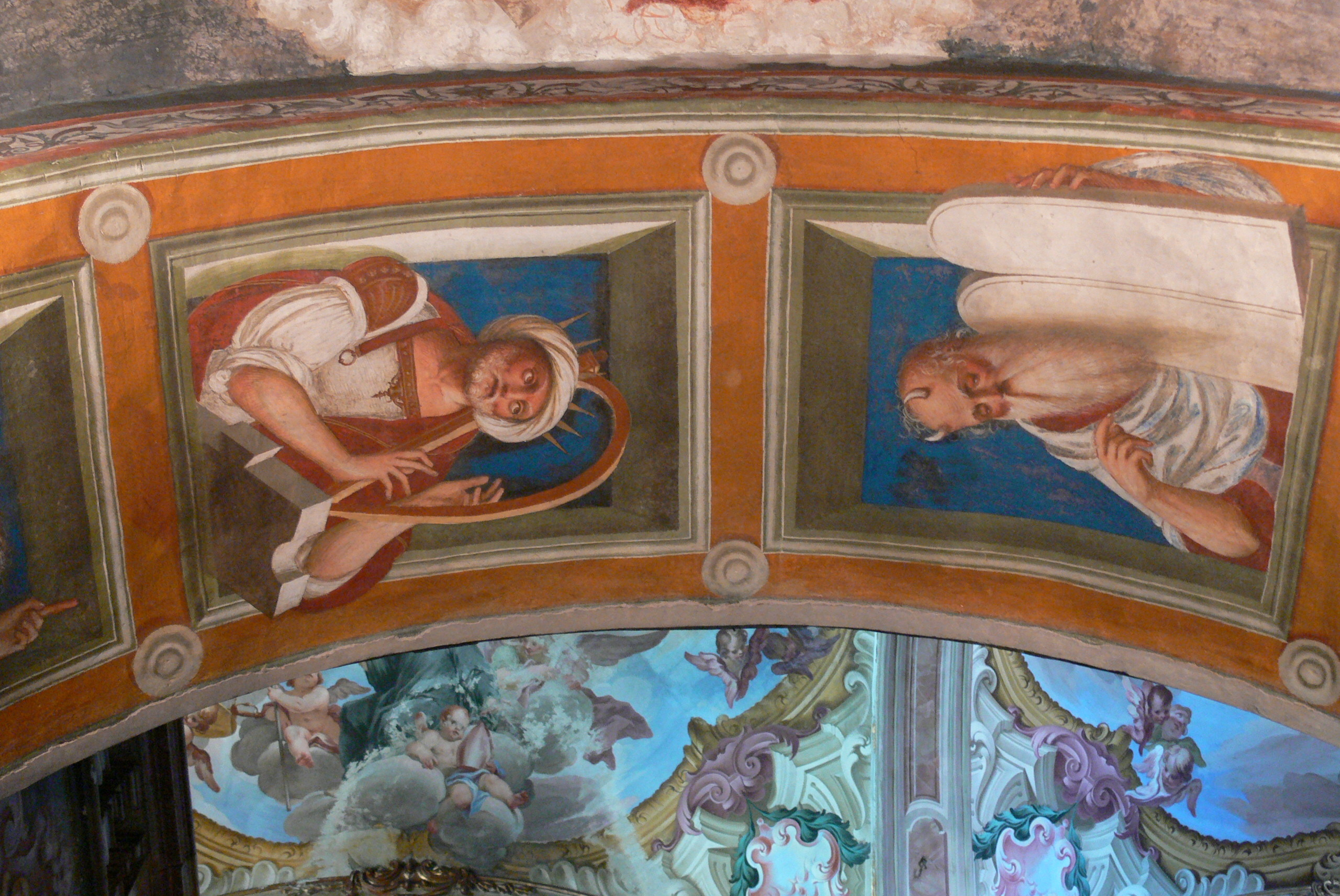
Les prophètes David et Moïse
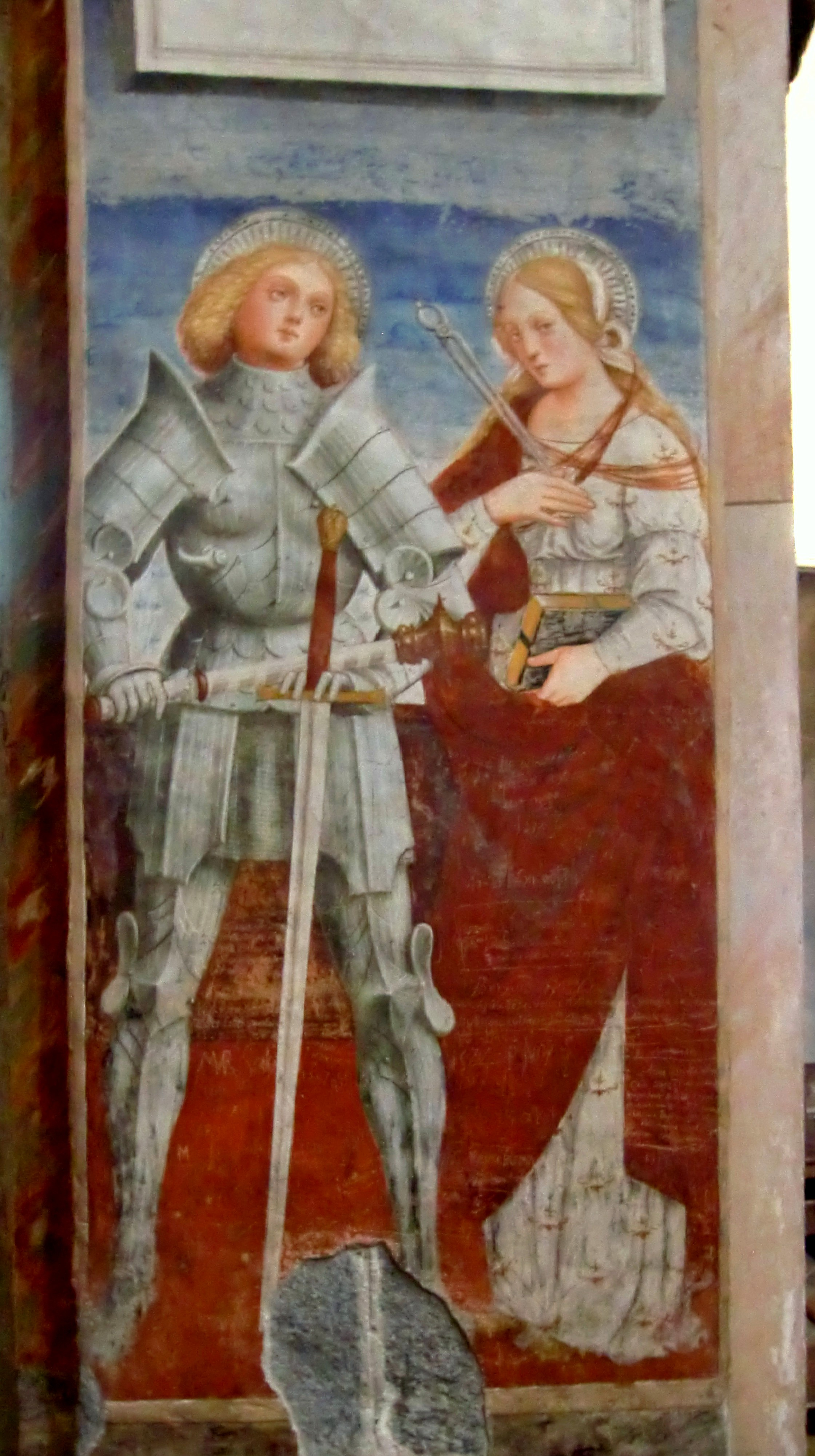
Saint Fermo et sainte Apolline
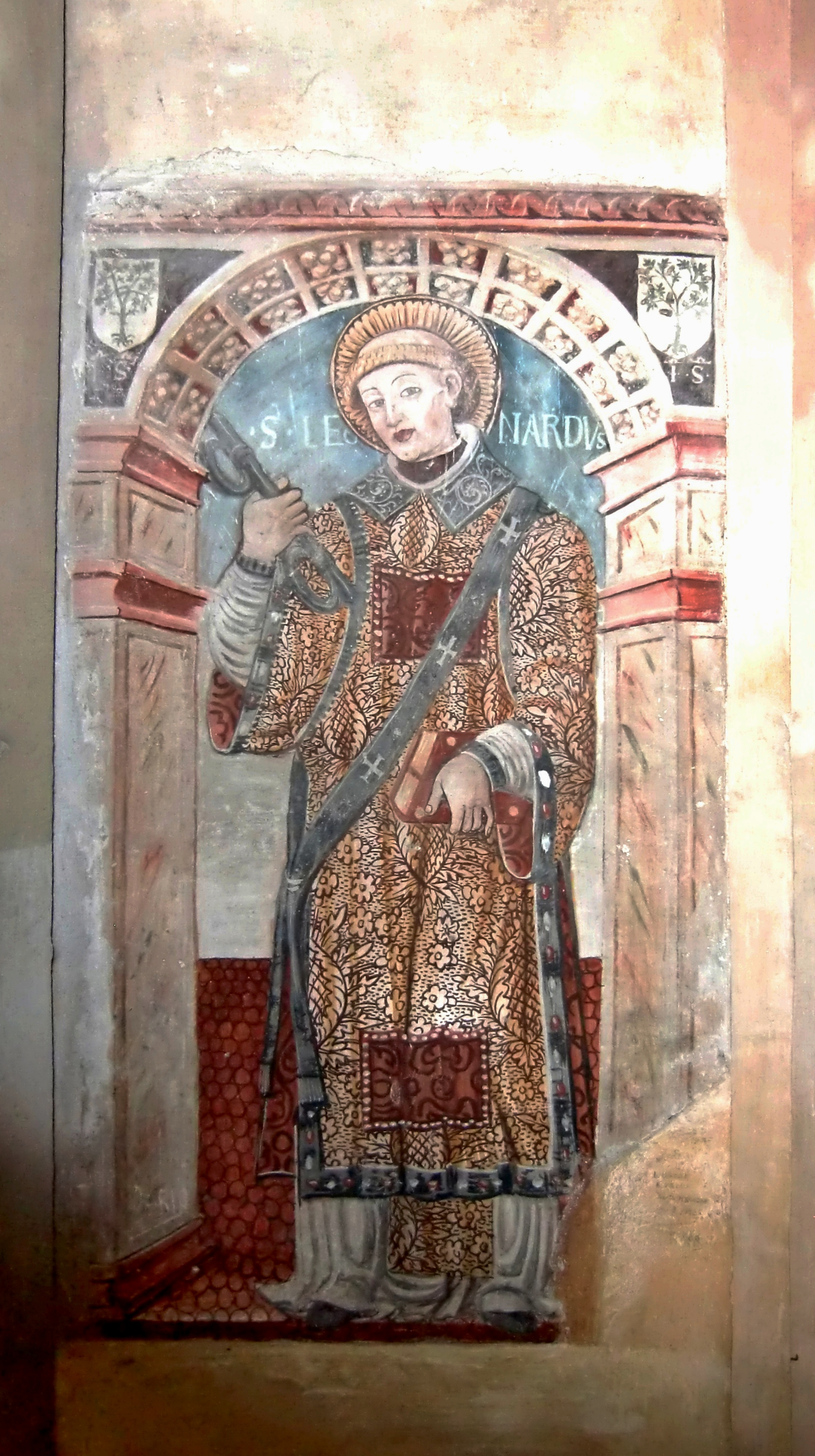
Atelier de Cagnola (?), Léonard de Noblat

### L'orgue
Sur le mur gauche de la nef centrale il y a l'orgue fait par Mascioni.